# معركة كارهاي
معركة كارهاي (تلفظ لاتيني: [ˈkarrae̯]) أو موقعة حَرّان كانت في 53 قبل الميلاد بين الجمهورية الرومانية والإمبراطورية الفرثية بالقرب من بلدة كارهاي القديمة (حران الحالية في تركيا). هزم قائد الفرثيين سورينا الرومانيين - الأكثر عدداً - هزيمةً نكراء وقائد الروم أنذاك ماركوس ليسينيوس كراسوس. يُنظر إلى هذه المعركة عادةً على أنها واحدة من أقدم وأهم المعارك بين الإمبراطوريتين الرومية والأشكانية وأشنع الهزائم في تاريخ الروم قاطبةً.
كان كراسوس، حاكماً بالشركة الثلاثية الأولى وأغنى رجل في رومة، ولم يرد أن يكون خاملاً لا ذكر له؛ متشوقاً للمجد وقيادة الجند في الحروب، فقرر غزو فارس من دون أمر مجلس الشيوخ. وبعد أن رفض عرضًا من ملك الأرمن أرضافاسط الثاني السماح لكراسوس بغزو فارس من أرمينية، سار كراسوس في جيشهِ عابراً صحراء بلاد ما بين النهرين. إشتبكت جنود الفريقين بالقرب من حران. وكان عدد فرسان سورينا كان يفوق عدد فرسان الروم، فغلب فرسان سورينا على المشاة المدرعين، فأثخنوا في جيش الروم. وقُتل كراسوس نفسه مع ولده عندما تحولت مفاوضات الهدنة إلى شجار.
بعد هلاكه إنفضت الشراكة الثلاثية الأولى. تجادل فترة الأربع سنوات التالية من السلام بين العضوين المتبقيين في الثلاثية، يوليوس قيصر وبومبيوس الكبير، ضد الرأي القائل بأن كراسوس كان أحد أفراد حفظ السلام داخل المجموعة وتدعم آراء معظم المؤرخين الرومان أن الاحتكاك بين كراسوس وبومبيوس كان كان دائمًا سببًا أكبر للتوتر من ذلك بين قيصر وبومبيوس.

## المقدمة

### الحكم الثلاثي
نشأت الحرب في فرثيا من ترتيبات سياسية تهدف إلى أن تكون مفيدة للطرفين لماركوس ليسينيوس كراسوس، وبومبيوس الكبير، ويوليوس قيصر - ما يسمى بالحكم الثلاثي الأول. في مارس وأبريل 56 قبل الميلاد، عقدت اجتماعات في رافينا ولكة، في مقاطعة غاليا كيسالبينا التابعة قيصر، لإعادة تأكيد التحالف الضعيف الذي تم تشكيله قبل أربع سنوات. تم الاتفاق على أن يحشد الحكم الثلاثي أنصاره وموارده لتأمين تشريع لإطالة قيادة قيصر الغالية والتأثير على الانتخابات القادمة لعام 55 قبل الميلاد، بهدف القناصلية المشتركة الثانية لكراسوس وبومبيوس. يهدف قادة الحكم الثلاثي إلى توسيع سلطة فصيله من خلال الوسائل التقليدية: الأوامر العسكرية، ووضع الحلفاء السياسيين في السلطة، وتطوير التشريعات لتعزيز مصالحه. تم الضغط بأشكال مختلفة للتأثير على الانتخابات من بينها المال، والتأثير من خلال المحسوبية والصداقة، وقوة ألف جندي جلبهم نجل كراسوس بوبليوس من بلاد الغال. قام الفصيل بتأمين القنصلة، ومعظم، وليس كل، المكاتب الأخرى التي سعى إليها. منح التشريع الذي تم تمريره من قبل تريبونيوس (ليكس تريبونيا) وصايا موسعة تمتد لخمس سنوات، مطابقة لتلك الخاصة بقيصر في بلاد الغال، إلى القناصل السابقين. ستذهب المقاطعات الإسبانية إلى بومبيوس. رتب كراسوس أن يحصل على سوريا، بنية شفافة للدخول في حرب مع فرثيا.

### التطورات في فرثيا
في هذه الأثناء في فرثيا، اندلعت حرب الخلافة في 57 قبل الميلاد بعد أن قتل الملك فرايتس الثالث على يد ابنيه أوروديس الثاني وميثرايدتس الرابع، اللذان بدئَا بعد ذلك في قتال بعضهما من أجل العرش. في المرحلة الأولى، انتصر أوروديس، وعين أخاه ملكًا على ميديا (محافظًا في حكم الواقع) كحل وسط. ومع ذلك، وبعد اشتباك مسلح آخر، أَجبر أوروديس ميثرايدتس على الفرار إلى آولوس غابينيوس، الوالي الروماني لسوريا. سعى غابينيوس للتدخل في نزاع الخلافة نيابة عن ميثرايدتس، حتى تتمكن روما من جعله ملكًا دمية وتسيطر على فرثيا في هذه العملية. ومع ذلك، تخلى غابينيوس عن خططه، واختار التدخل في الشؤون البطلمية المصرية بدلًا من ذلك. شرع ميثرايدتس في غزو بابل بمفرده مع بعض النجاح الأولي، ولكن سرعان ما واجهه جيش القائد الفرثي سورينا. "سعى خليفة كراسوس أيضًا إلى محالفة ميثرايدتس وغزا دولة عميلة لفرثيا هي مملكة الرها في عام 54 قبل الميلاد، ولكنه ضيع معظم وقته في انتظار تعزيزات على ضفة نهر البليخ اليسرى، في حين حاصر سورينا، وهزم وأعدم ميثريدتس في سلوقية على دجلة. سار أوروديس، الذي لم يقاومه الآن في مملكته الخاصة، شمالًا لغزو أرمينيا حليفة روما، التي سرعان ما انشق ملكها أرضافاسط الثاني إلى الجانب الفرثي.

### استعدادات كراسوس

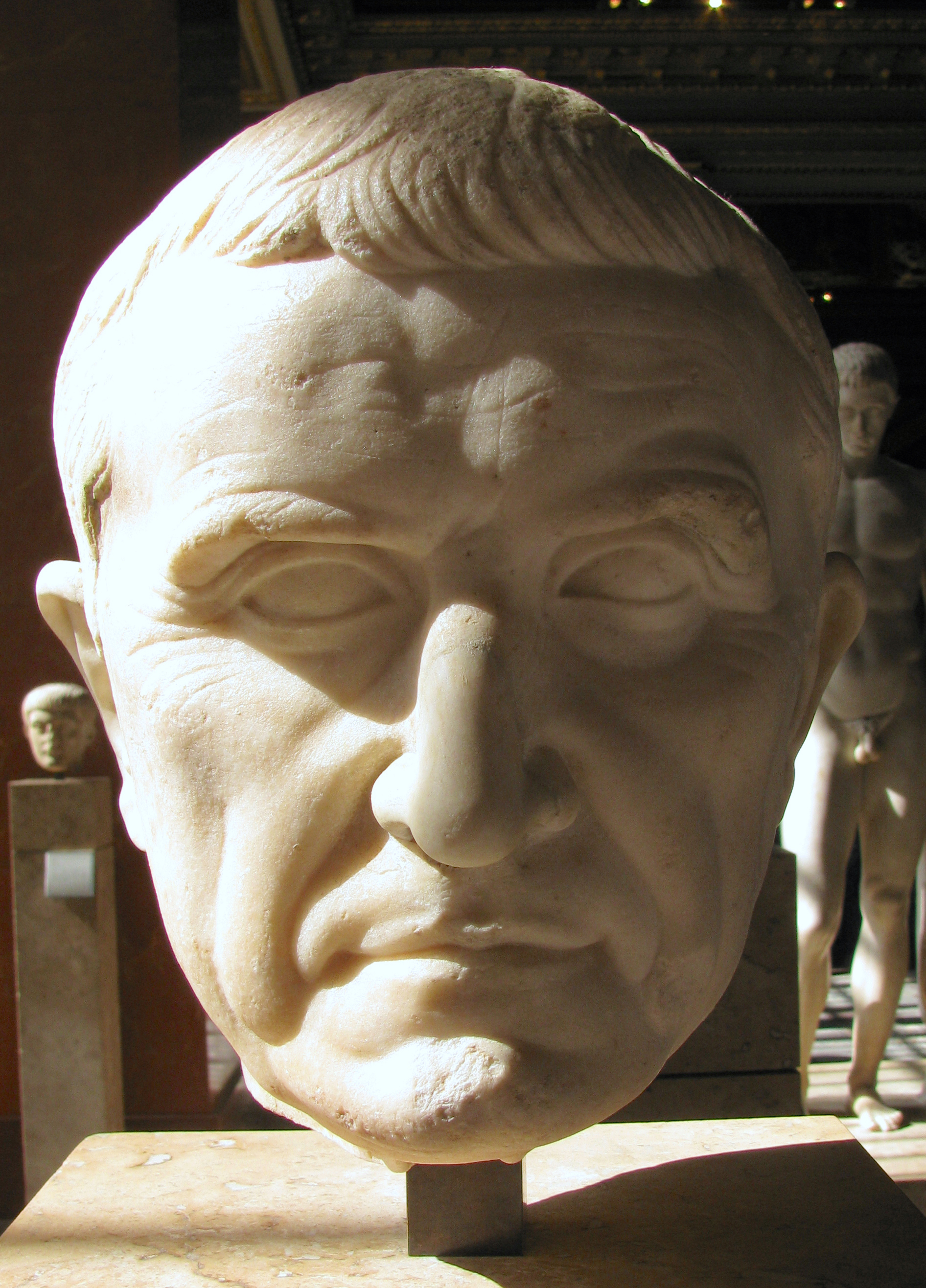
ماركوس ليسينيوس كراسوس

كان ماركوس كراسوس الثري في حوالي الثانية والستين من عمره عندما شرع في الغزو الفرثي. غالبًا ما تعتبر المصادر القديمة، وخاصة كاتب سيرة حياته فلوطرخس، الجشع بمثابة خطأ شخصيته الرئيسية ودوافعه للذهاب إلى الحرب. يعتقد مؤرخ روما إريك إس. غروين أن غرض كراسوس كان إثراء الخزانة العامة، لأن الثروة الشخصية لم تكن أكثر ما افتقر إليه كراسوس نفسه. يميل معظم المؤرخين المعاصرين إلى رؤية الجشع الذي لا يشبع، والحسد على مآثر بومبيوس العسكرية، والتنافس على أنها دوافع له، لأن سمعة كراسوس العسكرية التي تلاشت منذ لفترة طويلة كانت أدنى من سمعة بومبيوس - وبعد خمس سنوات من الحرب في بلاد الغال، إلى قيصر. كانت إنجازاته العسكرية الرئيسية هي هزيمة سبارتاكوس في عام 71 قبل الميلاد وانتصاره في معركة بوابة كولين لسولا قبل عقد من الزمن. يشير فلوطرخس إلى أن قيصر كتب إلى كراسوس من بلاد الغال، مؤيدًا خطة غزو فرثيا - وهي إشارة إلى أنه اعتبر حملة كراسوس العسكرية مكملة وليست مجرد منافسة له. عامل آخر في قرار كراسوس بغزو فرثيا هو سهولة الحملة المتوقعة. سبق أن سَحقت الجحافل الرومانية بسهولة الجيوش المتفوقة عدديًا للقوى الشرقية الأخرى مثل البطنس وأرمينيا، حيث توقع كراسوس أن تكون فرثيا هدفًا سهلًا.
يقترح شيشرون، مع ذلك، عاملًا إضافيًا: طموحات بوبليوس كراسوس الموهوب، الذي قاد حملات ناجحة في بلاد الغال تحت قيادة قيصر. وحين عودته إلى روما كضابط ذو أوسمة عالية، اتخذ بوبليوس خطوات لتأسيس حياته السياسية الخاصة. تعتبر المصادر الرومانية معركة كارهاي ليست فقط كارثة لروما وخزيًا لماركوس كراسوس، ولكن أيضًا كمأساة أنهت مهنة بوبليوس كراسوس الواعدة.
اعترض بعض الرومان على الحرب ضد فرثيا. يسميها شيشرون الحرب بلا سبب، على أساس أن فرثيا كان لديها معاهدة مع روما. عارض التريبيون جايوس أتيوس كابيتو الحرب معارضة شديدة، وأجرى بشكل سيئ طقوس عامة من اللعن بينما كان كراسوس يستعد للمغادرة.
ومع الاحتجاجات والنذر البائس، غادر ماركوس كراسوس روما في 14 نوفمبر عام 55 قبل الميلاد. انضم إليه بوبليوس كراسوس في سوريا خلال شتاء عامي 54 و53 قبل الميلاد، حاملًا معه آلاف جنود سلاح الفرسان السلتيين من بلاد الغال الذين ظلوا مخلصين لقائدهم الشاب حتى الموت.

## غزو فرثيا

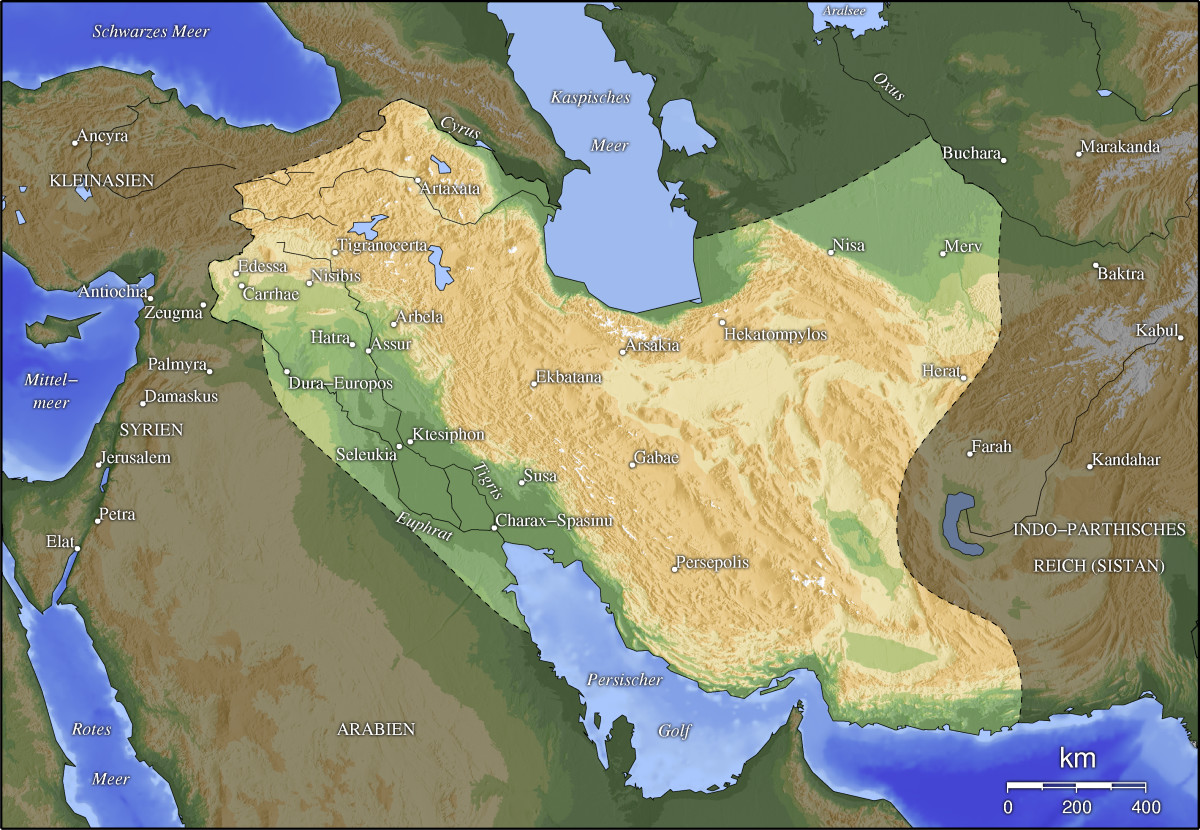
مدى الإمبراطورية الفرثية

وصل كراسوس إلى سوريا في أواخر عام 55 قبل الميلاد وشرع على الفور في استخدام ثروته الهائلة لتكوين جيش. وفقًا لبلوطارخس، فقد قام بتجميع قوة من سبعة جحافل (ما مجموعه حوالي 28 ألف إلى 35 ألف من المشاة الثقيلة). وبالإضافة إلى ذلك كان لديه حوالي 4،000 المشاة الخفيفة، و4،000 سلاح الفرسان، بما في ذلك 1000 من فرسان الغال قد أحضرهم بوبليوس معه. وبمساعدة المستوطنات الهيلينية في سوريا ودعم حوالي 6000 من الفرسان من الملك الأرميني أرضافاسط الثاني، قام كراسوس بمسيرة في فرثيا. نصحه أرضافاسط بالسير في طريق عبر أرمينيا لتجنب الصحراء وعرض عليه تعزيزات لـ10 آلاف من الفرسان و30 ألف من المشاة.
رفض كراسوس العرض وقرر السير في الطريق المباشر عبر بلاد ما بين النهرين، والاستيلاء على المدن الكبرى في المنطقة. ردًا على ذلك، قام الملك الفرثي أوروديس الثاني بتقسيم جيشه، حيث أخذ معظم الجنود - بشكل رئيسي رماة المشاة مع عدد صغير من الفرسان - لمعاقبة الأرمن أنفسهم، وإرسال بقية قواته تحت أمر السباهبود سورينا - لاستكشاف ومضايقة جيش كراسوس. لم يتوقع أوروديس أن قوة سورينا، التي يفوقها ما يقرب من خمسة إلى واحد، ستكون قادرة على هزيمة كراسوس، وأرادت فقط تأخيره. وصف فلوطرخس قوة سورينا بأنها «ألف فارس يرتدون بريدًا وعددًا أكبر من سلاح الفرسان المدججين بالسلاح الخفيف». بلغ عدد بعثة سورينا عشرة آلاف في المجموع، بما في ذلك العبيد والتوابع، مدعومة بقطار أمتعة من ألف جمل.
تلقى كراسوس توجيهات من زعيم الرها أريامنيس، الذي كان قد ساعد بومبيوس الكبير سابقًا في حملاته الشرقية. وثق كراسوس في أريامنيس، لكن أريامنيس كان على في السر مع الفرثيين. لقد حث كراسوس على الهجوم في الحال، مشيرًا له، كاذبًا، أن الفرثيين كانوا ضعفاء وغير منظمين. ثم قاد جيش كراسوس إلى أكثر جزء مقفر في الصحراء، بعيدًا عن أي مياه، عقب ذلك تلقى كراسوس رسالة من أرضافاسط، زعم فيها أن الجيش الفرثي الرئيسي كان في أرمينيا وتوسل المساعدة منه. تجاهل كراسوس الرسالة واستمر في تقدمه إلى بلاد ما بين النهرين. واجه جيش سورينا بالقرب من بلدة كارهاي.

## المعركة

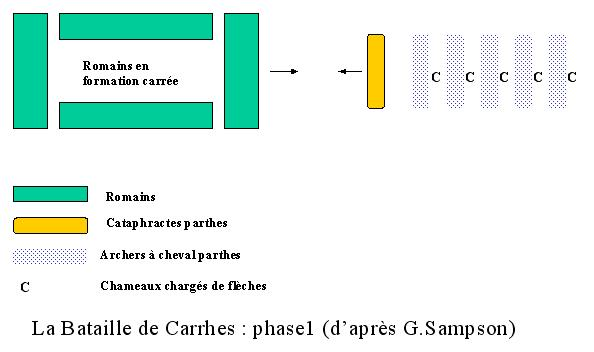
تشكيلات في بداية المعركة

بعد إبلاغه بوجود الجيش الفرثي، أصيب جيش كراسوس بالذعر. أوصى الجنرال كاسيوس بنشر الجيش بالطريقة الرومانية التقليدية، مع تشكيل المشاة للمركز وسلاح الفرسان على الأجنحة. وافق كراسوس في البداية، لكنه سرعان ما غير رأيه وأعاد نشر رجاله في مربع مجوف، كل جانب يتكون من اثني عشر جماعة. سيحمي هذا التشكيل قواته من التطويق، ولكن على حساب الحركة. تقدمت القوات الرومانية وجاءت إلى مجرى مائي. نصحه جنرالات كراسوس بعمل معسكر، والهجوم في صباح اليوم التالي لإعطاء رجاله فرصة للراحة. ومع ذلك، كان بوبليوس حريصًا على القتال وتمكن من إقناع كراسوس بمواجهة الفرثيين على الفور.
بذل الفرثيون جهودًا لتخويف الرومان. أولًا، ضربوا عددًا كبيرًا من الطبول المجوفة، وكانت القوات الرومانية غير مستقرة بسبب الضوضاء الصاخبة والصاخبة. ثم أمر سورينا فرسانه المدرعين بتغطية دروعهم بالملابس والتقدم. عندما كانوا على مرمى البصر من الرومان، أسقطوا الملابس في وقت واحد، وكشفوا عن دروعهم اللامعة. تم تصميم المنظر لتخويف الرومان.
ومع أنه كان قد خطط في الأصل لتحطيم الخطوط الرومانية بتهمة من خلال فرسانه المدرعين، فقد رأى أن هذا لن يكون كافيًا لكسرهم في هذه المرحلة. وهكذا، أرسل رماة حصانه لتطويق الساحة الرومانية. أرسل كراسوس مناوشاته لطرد رماة الخيول، ولكن تم دفعهم إلى الوراء من قبل سهام الأخير. ثم اشتبك رماة الخيول مع الفيلق. تمت حماية الفيلق بواسطة الدروع الكبيرة (سكوتوم) والدروع، لكن هذه لا يمكن أن تغطي الجسم بأكمله. وصف بعض المؤرخين السهام التي تخترق الدروع الرومانية جزئيًا، والتي تجعل الدروع مسمّرة على أطراف المشاة الرومان وتثبت أقدامهم على الأرض. ومع ذلك، كتب فلوطرخس في رواياته أن الرومان قوبلوا بوابل من الأسهم التي مرت عبر كل نوع من الغطاء، الصلب واللين على حد سواء. يذكر المؤرخون الآخرون أن غالبية الجروح التي لحقت بهم كانت إصابات غير مميتة للأطراف المكشوفة.
تقدم الرومان مرارًا وتكرارًا نحو الفرثيين لمحاولة الانخراط في قتال قريب، لكن رماة الخيول كانوا دائمًا قادرين على التراجع بأمان، وفقدوا طلقات الفرثيين أثناء انسحابهم. ثم شكل الفيلق تشكيل السلحفاة، حيث أقفلوا دروعهم معًا لتقديم جبهة لا يمكن اختراقها تقريبًا للصواريخ. ومع ذلك، قيد هذا التكوين بشدة قدرتهم في قتال المشاجرة. استغل الفرسان المدرعون الفرثيين هذا الضعف وهاجموا الخط الروماني بشكل متكرر، مما تسبب في حالة من الذعر وألحق خسائر فادحة. عندما حاول الرومان تخفيف تكوينهم من أجل صد القذف، تراجع الأخيرون بسرعة واستأنف رماة الخيول إطلاق النار على الفيلق الأكثر انكشافًا الآن.
كان كراسوس يأمل الآن أن يتمكن جيشه من الصمود حتى تنفذ أسهم الفرثيين. ومع ذلك، استخدم سورينا الآف الجمال لإعادة إمداد رماة خيوله. وعند إدراك ذلك، أرسل كراسوس ابنه بوبليوس مع 1300 من سلاح الفرسان الغالي، و500 رامي أسهم و8 مجموعات من الفيلق لطرد رماة الخيول. تظاهر رماة الخيول بالتراجع، مستمرين من قوة بوبليوس التي عانت من خسائر فادحة في نيران الأسهم.
بمجرد أن تم فصل بوبليوس ورجاله بما فيه الكفاية عن بقية الجيش، واجههم الفرسان المدرعون الفرثيين بينما قطع رماة الخيول انسحابهم. في القتال الذي تلا ذلك قاتل الغاليون بشجاعة، لكن ضعفهم في الأسلحة والدروع كان واضحًا وتراجعوا في النهاية إلى تلة، حيث انتحر بوبليوس بينما تم ذبح بقية رجاله، مع أسر 500 فقط على قيد الحياة.
أمر كراسوس، الذي لم يكن على علم بمصير ابنه ولكنه أدرك أن بوبليوس في خطر، بتقدم عام. لقد شاهد رأس ابنه على رمح. بدأ رماة الخيول الفرثيين في تطويق المشاة الرومانيين، والإطلاق عليهم من جميع الاتجاهات، في حين قام الفرسان المدرعون بسلسلة من الهجمات التي أربكت الرومان.
لم يتوقف الهجوم الفرثي حتى حلول الليل. أمر كراسوس، الذي تأثر بشدة من وفاة ابنه، بالانسحاب إلى بلدة كارهاي القريبة، تاركًا وراءه 4000 جريح، قتلوا على يد الفرثيين في صباح اليوم التالي.
ضاعت أربع مجموعات رومانية في الظلام وحاصرها الفرثيون على تل، لقد بقي 20 رومانيًا فقط.
في اليوم التالي، أرسل سورينا رسالة إلى الرومان، عرض فيها التفاوض مع كراسوس. اقترح سورينا هدنة، تسمح للجيش الروماني بالعودة إلى سوريا بأمان مقابل تخلي روما عن جميع الأراضي شرقي نهر الفرات. أرسل سورينا إما سفارة إلى الرومان من التلال أو ذهب بنفسه قائلًا إنه يريد مؤتمر سلام للإخلاء.
كان كراسوس مترددًا في مقابلة الفرثيين، لكن قواته هددت بالتمرد إذا لم يفعل. في الاجتماع، انسحب فرثي على مقاليد كراسوس، مما أثار العنف. قتل كراسوس وجنرالاته.
بعد وفاته، يُزعم أن الفرثيين سكبوا الذهب المنصهر على حلقه، في لفتة رمزية تسخر من جشع كراسوس الشهير. أفاد فلوطرخس أن رأس كراسوس المقطوع قد استخدم بعد ذلك كدعم لجزء من مسرحية الباكوسيات ليوربيديس، تم أداؤها في مأدبة أمام الملك. حاول الرومان المتبقون في كارهاي الفرار، ولكن تم القبض على معظمهم أو قتلهم. بلغ عدد الضحايا الرومان وفقًا لفلوطرخس حوالي 20 ألف قتيل و10 آلاف أسير[بحاجة لمصدر مستقل] مما جعل المعركة واحدة من أكثر الهزائم تكلفة في التاريخ الروماني،ومع ذلك فقد كانت الخسائر الفرثية ضئيلة.

## العواقب

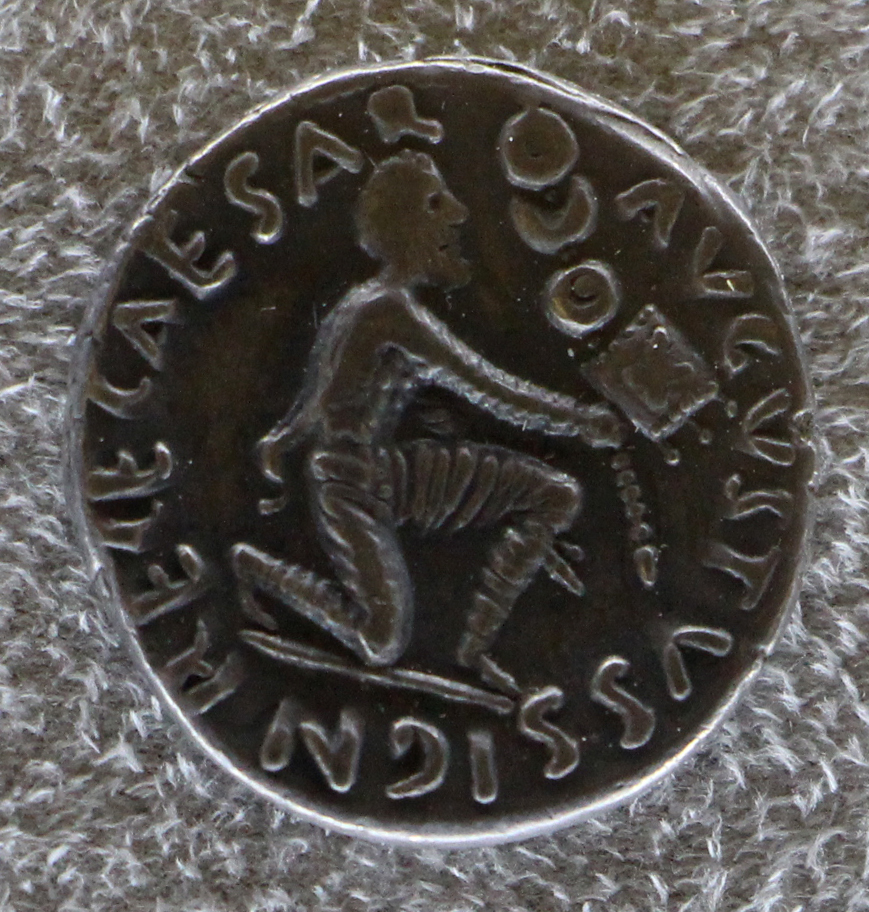
عملة رومانية لأغسطس (19 قبل الميلاد) تظهر جنديًا فرثيًا يعيد المعايير التي تم الاستيلاء عليها في كارهاي. أشاد أغسطس بعودة المعايير كنصر سياسي على فرثيا.

لقد أهينت روما بسبب هذه الهزيمة، وقد ازداد الأمر سوءً بسبب حقيقة أن الفرثيين استولوا على العديد من النسور الفيلقية. كما ذكر فلوطرخس أن الفرثيين جعلوا أسير الحرب الروماني، الذي كان يشبه كراسوس، يرتدي زي امرأة واستعرضوا به من خلال فرثيا ليراه الجميع. كان هذا هجومًا مباشرًا على الثقافة العسكرية الرومانية، حيث أمر الفرثيون السجناء الرومان الآخرين بالترحيب بكراسوس المزيف هذا باعتباره إمبراتورًا أثناء عرضه، وهو استهزاء مباشر باحتفال نصر روماني.
هَزم أوروديس الثاني، مع بقية الجيش الفرثي، الأرمن واستولى على بلادهم. ومع ذلك، أثار انتصار سورينا غيرة الملك الفرثي، الذي أمر بإعدامه. وبعد وفاته، قرر أوروديس قيادة الجيش الفرثي بنفسه وقاد حملة عسكرية فاشلة إلى سوريا.
كانت معركة كارهاي واحدة من أولى المعارك الكبرى بين الرومان والفرثيين. كان هذا الانتصار هو الذي دفع فرثيا لغزو سوريا وأرمينيا عدة مرات، مع نجاحات متفاوتة. أدركت روما أيضًا أن جيوشها لم تستطع القتال بفعالية ضد سلاح الفرسان الفرثي.

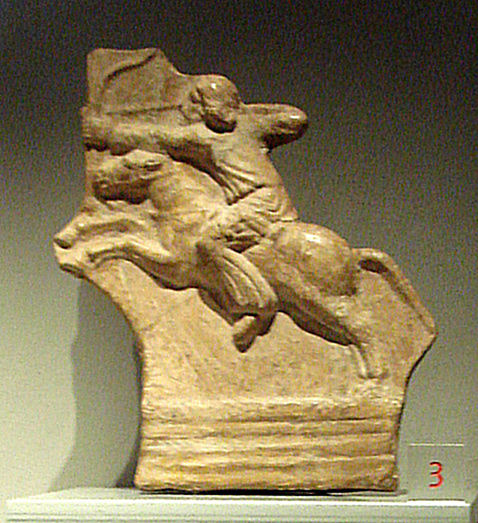
فارس فرثي

قاد غايوس كاسيوس لونغينوس، وهو كويستور تحت قيادة كراسوس، ما يقرب من 10 آلاف جندي على قيد الحياة من ساحة المعركة إلى سوريا، حيث حكمها كوصي لمدة عامين، ودافع عنها ضد غزوات أوروديس الأخرى. حصل على الثناء من شيشرون على انتصاره. لعب كاسيوس لاحقًا دورًا رئيسيًا في مؤامرة اغتيال يوليوس قيصر في عام 44 قبل الميلاد.
يبدو أن عشرة آلاف أسير حرب روماني قد تم ترحيلهم إلى الإسكندرية مارجيانا (ميرف) بالقرب من الحدود الشرقية في عام 53 قبل الميلاد، حيث ورد أنهم تزوجوا من السكان المحليين. من المفترض أن بعضهم أسس مدينة ليكيان الصينية بعد أن أصبحوا جنودًا لشيونغنو في معركة زيجي ضد سلالة هان، ولكن هذا مختلف عليه.

## الإرث
تم اعتبار إستيلاء الفرثيين على أكوايل الذهبي (معايير المعركة الفيلقية) هزيمة أخلاقية خطيرة ونذر شر للرومان. وفي وقت اغتياله، كان قيصر يخطط لحرب انتقامية. قيل أن كان سيكون هناك انتقامًا شديدًا إذا انتصر قيصر، لأن ابن كراسوس الباقي سيكون من بين القوات الرومانية.
ومع ذلك، فقد سقطت الجمهورية الرومانية، ثم جاءت الملكية الإمبراطورية في روما. لقد بدأت مسيرة سولا الأولى في روما عام 88 قبل الميلاد في انهيار الشكل الجمهوري للحكومة، لكن موت كراسوس وفقد جحافله أعاد تشكيل توازن القوى في روما تمامًا. نُشرت نظرية قديمة تفيد أن وفاة كراسوس، إلى جانب وفاة جوليا في عام 54، زوجة بومبيوس وابنة قيصر، ربما قطعت العلاقات بين قيصر وبومبيوس، وأن الحكم الثلاثي الأول لم يعد له وجود. ونتيجة لذلك، اندلعت الحرب الأهلية. انتصر قيصر، وسرعان ما أصبحت الجمهورية ديكتاتورية استبدادية.
لاحظ العديد من المؤرخين الفاصل الزمني بين وفاة كراسوس واندلاع الحرب الأهلية. زعم جايوس ستيرن أن وفاة كراسوس كادت تقطع الروابط التي تمتعت بها حكومة الحكم الثلاثي الأول مع الطبقة الأرستقراطية ذات الدماء الزرقاء، مما جعل الدولة بأكملها عرضة للاحتكاك الذي تحول في النهاية إلى حرب أهلية. وبالتالي، قد يكون التأثير الفوري للمعركة هو إلغاء بعض الضوابط والتوازنات الخاصة (على سبيل المثال علاقة كراسوس بميتيلوس بيوس سكيبيو) التي كانت تحتفظ في السابق بغطاء للتوترات السياسية.
مع ذلك، وفي سياق إقليمي، فقد كان للمعركة تأثير سلبي ضئيل على روما على المدى الطويل حيث توقف الغزو الانتقامي التالي لروما من قبل فرثيا في عام 40 قبل الميلاد وصده بوبليوس فينتيديوس باسوس، ولم يمنع غزو فرثيا من قبل مارك أنتوني في عام 36 قبل الميلاد (مع أن هذه الحملة انتهت بالفشل أيضًا).
يشاع أن بعض الناجين من جيش كراسوس انتهى بهم الأمر في الصين. في الأربعينيات من القرن الماضي، اقترح هومر إتش. دوبس، أستاذ التاريخ الصيني في جامعة أوكسفورد، أن شعب ليكيان ينحدر من جنود رومانيين تم أسرهم بعد المعركة. اقترح دوبس أن هؤلاء السجناء أعيد توطينهم من قبل الفرثيين على حدودهم الشرقية وربما قاتلوا كمرتزقة في معركة زيجي بين الصين وشيونغنو في عام 36 قبل الميلاد. يذكر المؤرخون الصينيون استخدام «تشكيل حراشف الأسماك» للجنود، والذي يعتقد دوبس أنه يشير إلى تشكيل السلحفاة. حتى الآن، لم يتم اكتشاف أي قطع أثرية قد تؤكد الوجود الروماني، مثل العملات المعدنية أو الأسلحة، في Zhelaizhai. إن نظرية دوبس غير مقبولة من غاليبة المؤرخين.
وصف روب جيفورد في تعليقه على النظرية أنها واحدة من "العديد من الأساطير الريفية.[بحاجة لمصدر] يستخدم ألفريد دوجان المصير المحتمل للسجناء الرومان كنواة لروايته "الأحياء الشتوية"، والتي توحي أنهم كانوا يعملون كحراس حدود على الحدود الشرقية للإمبراطورية الفرثية.[بحاجة لمصدر]